# Blönduós

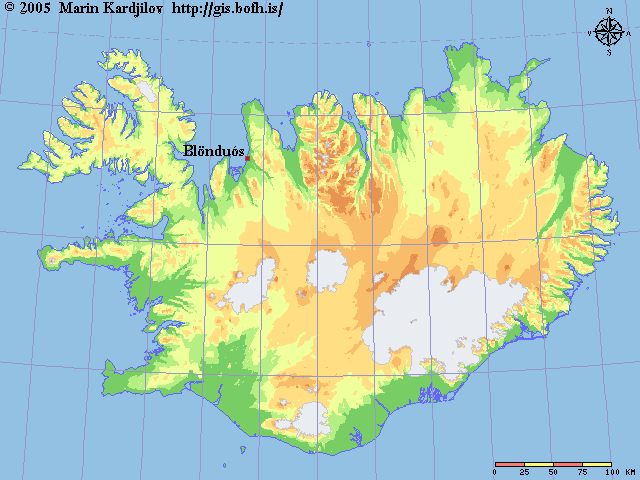
Blönduós na mapě Islandu

Blönduós je město na severu Islandu u řeky Blanda. Nachází se 185 km od Reykjavíku, u silnice Hringvegur. K 1. lednu 2014 zde žilo 881 obyvatel. Zeměpisné souřadnice jsou 65°40' severní šířky a 20°18' západní délky. V roce 2022 bylo sloučeno se sousední obcí Húnavatnshreppur do nově vzniklé municipality Húnabyggð. 